# Terry Jacks

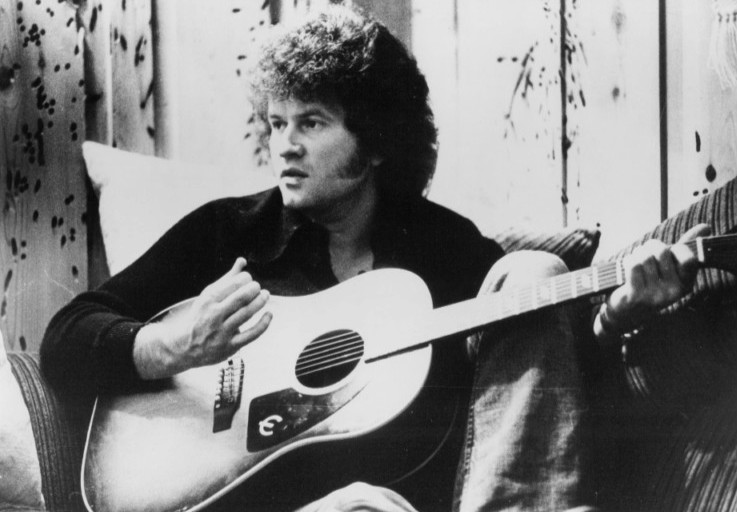
Terry Jacks, 1974

Terry Jacks (* 29. März 1944 in Winnipeg, Manitoba) ist ein kanadischer Sänger und Musikproduzent. Sein größter Erfolg war der Song Seasons in the Sun aus dem Jahr 1973.

## Biografie
1968 gründete er mit seiner späteren Frau Susan Pesklevits (1948–2022), von der er 1973 geschieden wurde, The Poppy Family, die sich ebenfalls 1973 trennte. 1969 hatte diese mit Which Way You Goin’ Billy? einen Nummer-eins-Hit in Kanada und einen Nummer-zwei-Hit in den US-Charts gehabt.
Danach arbeitete Jacks unabhängig und wirkte 1972 an einem Album der Beach Boys mit, für das er eine englische Version des 1961 entstandenen Liedes Le Moribond des belgischen Sängers Jacques Brel als Seasons in the Sun vorschlug. Nachdem die Beach Boys abgelehnt hatten, das Stück auf das Album zu nehmen, schrieb Jacks es teilweise um und veröffentlichte es 1973 selbst. Seasons in the Sun erreichte sowohl in den USA und Kanada als auch in Großbritannien und in D-A-CH die Spitze der Charts und verkaufte sich weltweit millionenfach. Das gleichnamige Album war kommerziell weit weniger erfolgreich; es belegte in den US-Album-Charts Platz 81.
1973 traf Jacks mit Jacques Brel zusammen. Dieser schlug eine weitere Aufnahme vor, nämlich If You Go Away (Brel-Original: Ne me quitte pas); den englischen Text hatte wie bei Seasons in the Sun ebenfalls Rod McKuen verfasst. Der Song wurde nur ein kleinerer Erfolg in den USA; in Großbritannien erreichte der Titel Platz 8 in den Single-Charts. Ein weiterer Hit gelang ihm nicht mehr, und seine Version von Rock’n’Roll (I Gave You the Best Years of My Life), mit dem Kevin Johnson 1973 erfolgreich war, gelangte nur für eine Woche in die US-Charts. Jacks engagierte sich später in Kanada und den USA als Aktivist der Umweltschutzorganisation Environmental Watch.

## Diskografie

### Alben
- 1973: Seasons in the Sun
- 1975: Y’ Don’t Fight the Sea
- 1983: Pulse
- 1987: Just Like That

### Kompilationen
- 1976: The World of Terry Jacks and the Poppy Family (mit The Poppy Family)
- 1982: Into the Past … Terry Jacks Greatest Hits
- 1989: … Into the Past – Terry Jacks Greatest Hits

### Singles
- 1970: I’m Gonna Capture You
- 1972: Concrete Sea
- 1972: I’m Gonna Love You Too
- 1973: Seasons in the Sun
- 1973: In den Gärten der Zeit (Seasons in the Sun)
- 1974: If You Go Away
- 1974: A Good Thing Lost (mit The Poppy Family)
- 1974: Rock and Roll (I Gave You the Best Years of My Life)
- 1975: Christina
- 1975: Holly
- 1976: In My Father’s Footsteps
- 1983: You Fooled Me